# Савез за демократску Српску
Савез за демократску Српску је политичка партија која дјелује у Републици Српској. Основана је 2010. године након је Драган Калинић, бивши предсједник Српске демократске странке, искључен из њеног чланства због, како је образложено, сталног подривања јединства странке и унутрашњег роварења. Савез за демократску Српску као новооснована политичка партија нема свог посланика у Народној скупштини Републике Српске.
Оснивачка скупштина Савеза за демократску Српску одржана је 17. априла 2010. године у Шамцу, гдје је за првог предсједника странке изабран Драган Калинић.

## Циљеви странке
Програмски циљеви Савеза за демократску Српску су:
- очување и даља изградња РС, у складу са Дејтонским мировним споразумом
- обезбјеђивање садржајне коегзистенције са ФБиХ, с циљем успостављања функционалне федералне БиХ
- успостављање пуне сарадње са Србијом
- убрзање европског пута РС и БиХ
- подршка Српској православној цркви, као институцији од посебног значаја за српски народ
- изградња снажног и стабилног демократског друштва
- успостављање ефикасних, одговорних и транспарентних институција власти
- обезбјеђивање поштовања људских и грађанских права свих у РС и у БиХ
- успостављање стварне владавине права и независног правосуђа
- ревизија незаконито стеченог богатства појединаца
- укидање монопола актуелних центара економске моћи
- обезбјеђивање стабилног раста привреде
- обезбјеђивање равномјерног и одрживог развоја свих дијелова РС
- отварање нових радних мјеста, кроз подстицај страним улагањима и помоћ приватном бизнису
- обнова села и заштита домаће пољопривредне производње
- обезбјеђивање свих права борачким категоријама
- обезбјеђивање редовних пензија и инвалиднина
- обезбјеђивање пуне социјалне и здравствене заштите најугроженијим категоријама становништва
- реформа образовања, посебно средњег и високог
- доношење националне стратегије за младе
- доношење акционог плана развоја и унапређења спорта
- системска борба против „бијеле куге“

## Дјеловање
Савез за демократску Српску, као нова политичка партија, још увијек није учествовао на изборима, и нема своје представнике у законодавној власти на ентитетском и државном нивоу. Предсједник партије, Драган Калинић, кандидат је за предсједника Републике Српске, на предстојећим општим изборима у БиХ, који ће се одржати 3. октобра 2010. године.